# Rafał Śliwka
Rafał Śliwka (ur. 17 marca 1982 roku w Szczecinie) – polski niesłyszący lekkoatleta, sprinter i trener.
Mistrz Europy Niesłyszących w biegu na 100 m w Tallinie 2003 i brązowy medalista Mistrzostw Europy Niesłyszących w biegu na 100 m w Sofii 2007.
Startował z powodzeniem rówieśnikami słyszącymi m.in. w roku 2004 w Bydgoszczy zdobył brązowy medal na 80. Mistrzostwa Polski Seniorów PZLA w sztafecie 4×100 m z klubowymi kolegami MKL Szczecin (Miejski Klub Lekkoatletyczny Szczecin) z czasem 41,43 s. Rekordzista Polski Niesłyszących na 100 m – 10,94 s. (Szczecin 2004). Wielokrotny medalista Mistrzostw Polski i Europy Niesłyszących w biegu na 100 m, 200 m i 4×400 m. Uczestnik Letnich Igrzysk Głuchych – Rzym 2001, Melbourne 2005 i Tajpej 2009. Obecnie jest trenerem II klasy lekkoatletyki w Reprezentacji Polski Niesłyszących w Polskim Związku Sportu Niesłyszących i również jest trenerem sekcji lekkoatletyki i piłki nożnej w klubie Szczecińskiego Klubu Sportowego Głuchych KORONA. Żonaty (Marzena) i ma córkę (Milena) oraz syna (Tomek).

## Sukcesy
wśród niesłyszących:
- Złoty medal – Mistrzostwa Europy Niesłyszących w Lekkoatletyce w biegu na 100 m (11,15 s) – Tallin, 2003 r.[4]
- Brązowy medal – Mistrzostwa Europy Niesłyszących w Lekkoatletyce w biegu na 100 m (11,08 s) – Sofia, 2007 r.[5]
- Brązowy medal – Halowe Mistrzostwa Europy Niesłyszących w Lekkoatletyce w sztafecie 4×400 m – Genowa, 2008 r.[6]
- Brązowy medal – Halowe Mistrzostwa Europy Niesłyszących w Lekkoatletyce w sztafecie 4×400 m – Tallin, 2012 r.[6]

wśród słyszących:
- Brązowy medal – 80. Mistrzostwa Polski Seniorów w Lekkoatletyce w sztafecie 4×100 m (41,43 s) – Bydgoszcz, 2004 r.[7]

## Rekordy życiowe
- 60 m – 7,15 s (Warszawa – 2008)
- 100 m – 10,94 s (Szczecin – 2004)[8]

## Kluby
wśród słyszących:
- Miejski Klub Lekkoatletyczny Szczecin (1997-2019)[9]

wśród niesłyszących:
- MKSN Fala Szczecin (1999-2008)
- LKSG Spartan Lublin (2008-2009)
- UKS Wiosło Szczecin (2009-2017)[10]
- SKSG Korona Szczecin (2017-do dziś)